# Pępowo (gmina)
Pour les articles homonymes, voir Pępowo.
Pępowo est une gmina rurale du powiat de Gostyń, Grande-Pologne, dans le centre-ouest de la Pologne. Son siège est le village de Pępowo, qui se situe environ 15 km au sud-est de Gostyń et 73 km au sud de la capitale régionale Poznań.
La gmina couvre une superficie de 86,71 km2 pour une population de 5 991 habitants en 2006.

## Géographie

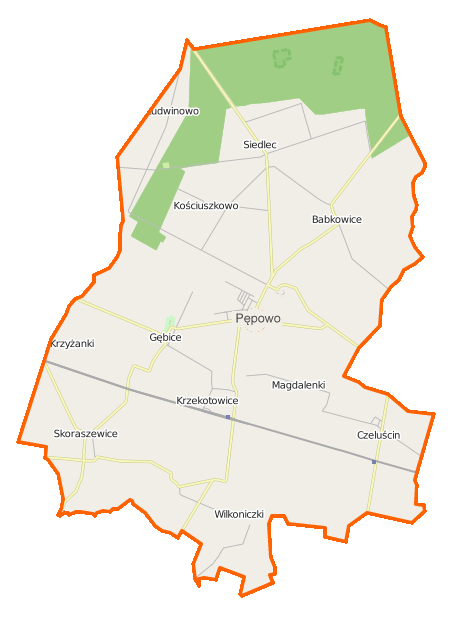
Plan de la gmina.

La gmina inclut les villages de :
- Babkowice
- Czeluścin
- Gębice
- Kościuszkowo
- Krzekotowice
- Krzyżanki
- Ludwinowo
- Magdalenki
- Pasierby
- Pępowo
- Siedlec
- Skoraszewice
- Wilkonice

### Gminy voisines
La gmina de Pępowo est bordée des gminy de :
- Jutrosin
- Kobylin
- Krobia
- Miejska Górka
- Piaski
- Pogorzela

## Structure du terrain
D'après les données de 2002, la superficie de la commune de Pępowo est de 86,71 km2, répartis comme tel :
- terres agricoles : 73 %
- forêts : 20 %

La commune représente 10,7 % de la superficie du powiat.

## Démographie
Données du 30 juin 2004 :
| Description        | Total  | Total | Femmes | Femmes | Hommes | Hommes |
| ------------------ | ------ | ----- | ------ | ------ | ------ | ------ |
| Unité              | Nombre | %     | Nombre | %      | Nombre | %      |
| population         | 5 985  | 100   | 2 963  | 49,5   | 3 022  | 50,5   |
| Densité (hab./km²) | 69     | 69    | 34,2   | 34,2   | 34,9   | 34,9   |